# قوات دفاع الولاية

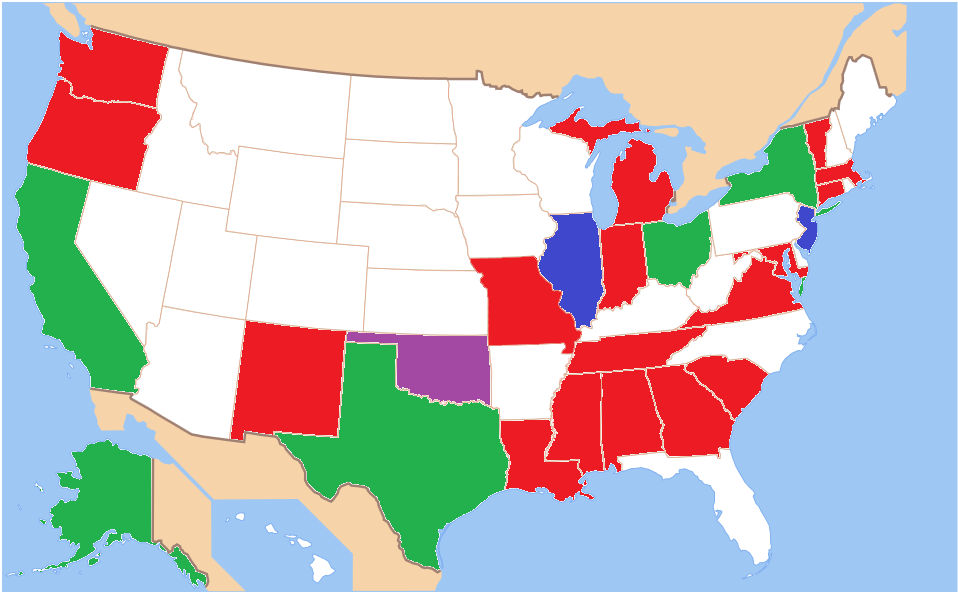
قوات دفاع الولاية: الولايات ذات وحدات برية باللون الأحمر. الولايات ذات وحدات بحرية, باللون الأزرق. الولايات ذات وحدات ذات وحدات برية و بحرية بالأخضر. البنفسجى لوجود قوات لكن غير مُفعلة.

قوات الدفاع التابعة للولاية ( قوات الدفاع الذاتى ، والمعروفة أيضًا باسم جيش الولاية أو حرس الولاية أو ميليشيات الولاية أو احتياطيات الدولة العسكرية ) في الولايات المتحدة هي وحدات عسكرية تعمل تحت سلطة حكومة الولاية وحدها فقط دون الخضوع للحكومة الفدرالية.  قوات الدفاع مرخصة بموجب قانون الولاية والقانون الفيدرالي وتخضع لقيادة حاكم كل ولاية.
تتميز قوات الدفاع التابعة للولاية عن الحرس الوطني الأمريكى لتلك الولاية بأنها لا يُمكن أن تصبح كيانات فدرالية (تحت إمرة الحكومة الفدرالية).